# شهرستان لووچوان
شهرستان لووچوان (به لاتین: Luochuan County) یک شهرستان جمهوری خلق در چین است که در یان‌آن واقع شده‌است. شهرستان لووچوان ۱٬۸۸۶ کیلومتر مربع مساحت و ۲۲۰٬۶۸۴ نفر جمعیت دارد.